# 9518 Robbynaish
9518 Robbynaish eller 1978 GA är en asteroid i huvudbältet som upptäcktes den 7 april 1978 av Harvard College Observatory. Den är uppkallad efter vindsurfaren Robby Naish.